# División de Honor de Guadalupe 2019-20
La División de Honor de Guadalupe 2019-20 fue la edición número 69 de la División de Honor de Guadalupe. La temporada fue abandonada por la pandemia de enfermedad por coronavirus.

## Formato
En el torneo participarán 14 equipos de los cuales jugarán entre sí todos contra todos 2 veces totalizando 26 partidos cada uno; al término de la 26 jornadas el club con mayor puntaje se proclamará campeón y de cumplir con los requisitos establecidos se clasificará a la CONCACAF Caribbean Club Shield 2021, del otro lado los 3 últimos descenderán a la Promotion d'Honneur Régionale.

## Tabla de posiciones
Actualizado el 9 de Marzo de 2020.
| Pos. | Equipo              | PJ | PG | PE | PP | GF | GC | DG  | Pts. | Clasificado a                                 |
| ---- | ------------------- | -- | -- | -- | -- | -- | -- | --- | ---- | --------------------------------------------- |
| 1    | AS Le Gosier        | 16 | 13 | 2  | 1  | 35 | 18 | +17 | 57   | Campeón y CONCACAF Caribbean Club Shield 2021 |
| 2    | Anje JEFC           | 17 | 9  | 4  | 4  | 22 | 14 | +8  | 48   |                                               |
| 3    | US Baie Mahault     | 16 | 8  | 5  | 3  | 29 | 19 | +10 | 45   |                                               |
| 4    | CS Moulien          | 15 | 7  | 4  | 4  | 20 | 13 | +7  | 40   |                                               |
| 5    | USR Sainte-Rose     | 16 | 6  | 6  | 4  | 24 | 19 | +5  | 40   |                                               |
| 6    | Amical Club         | 17 | 6  | 5  | 6  | 17 | 20 | -3  | 40   |                                               |
| 7    | La Gauloise         | 15 | 5  | 6  | 6  | 22 | 20 | +2  | 38   |                                               |
| 8    | Phare du Canal      | 17 | 6  | 3  | 8  | 27 | 28 | -1  | 38   |                                               |
| 9    | Solidarité Scolaire | 16 | 6  | 3  | 6  | 22 | 20 | +2  | 37   |                                               |
| 10   | JS Vieux-Habitants  | 15 | 5  | 5  | 5  | 17 | 18 | -1  | 35   |                                               |
| 11   | Arsenal Club        | 16 | 3  | 6  | 7  | 20 | 23 | -3  | 31   |                                               |
| 12   | Stade Lamentinois   | 16 | 4  | 2  | 10 | 17 | 29 | -12 | 30   |                                               |
| 13   | RC Basse-Terre      | 15 | 4  | 2  | 9  | 14 | 29 | -15 | 29   |                                               |
| 14   | UNAR (R)            | 16 | 2  | 5  | 9  | 16 | 29 | -13 | 27   | Promoción de Honor 2020-21                    |